# ハウリング
ハウリング または 鳴音（めいおん）は、音に関する現象のひとつ。多くの場合トラブルと認識されているが、楽器ではこれを利用することもある。ハウリング（英: howling）の原義は英語で遠吠えのことである。日本では俗に「音が回る」「ハウる」と表現することもある。英語では、「フィードバック」（英: feedback）と呼ばれることが多い。

## マイクによるハウリング

### 発生の仕組み
マイクにより得られた音声信号をアンプで増幅し、スピーカーから出力する際に起こる。スピーカーからの出力が十分に大きい場合、マイクをスピーカーに近づけると振幅の大きな規則的な電気信号が得られる。多くの場合その音は不快感を伴う中～高周波の「ピー」「キーン」といった音であるが、比較的低い「ブーン」「ボー」といった音の場合もある。連続的な過大入出力が起こるため、場合によってはスピーカーが破損するなど、機材にダメージを与えることもある。
これはスピーカーからの出力の一部がマイクに帰還されたことにより生ずる発振現象である。マイク、アンプ、スピーカー、音声、マイクという経路をたどる正帰還（英語で positive feed-back）が原因であることから「フィードバック」とも呼ばれる。
なお、スピーカーから出たマイク入力の音を、1度あるいは数回にわたってマイクが拾う事により、原音が二重、またはエコーのように聞こえる現象を指してハウリングと呼んでいる場合があるが、これは間違いである。また、パソコンや携帯電話などの音声通信で、スピーカーではなくネットワーク等を介して音声がフィードバックされ、原音が二重、あるいは複数回聞こえる現象も、同様にハウリングでは無い。
これらは音声のフィードバックによる現象という点では同じであるが、ハウリングという用語はあくまで比較的短い周期のフィードバックによって規則的な共振がおこり、原音とは全く別の大振幅の電気信号が発生する事、あるいはその音を指す。（但し、英語ではそれらの現象で発生した音に対しては、通例「ノイズ」（noise）と言う。）

### 対処
フィードバックを起こす周波数は、使用するマイクからスピーカー間の周波数特性により異なる。通常、何の対策も取られていないセッティングではミキサーやアンプの出力を上げていくと、特性がピークにある周波数からフィードバックが起こり始め、多くの場合一つの周波数である。イコライザで適切に調整すると、ハウリングを起こさず出力を大きく取ることができる（ハウリングマージンを稼ぐという）。さらに出力を大きくすると複数の周波数でフィードバックが起こり始める。そこが、そのマイクからスピーカーへの出力の限界である。
イベント会場などでは、通常はこのようなPAのイコライジングによってハウリングを防いでいるが、カラオケボックスや、使用機材にそのような機能がない環境では、音量の上げすぎやマイクとスピーカーの位置関係に注意する事によってのみハウリングの発生を抑えることが出来る。
ハウリングは共振現象であるため、条件が揃わないと発生しない。よってこの揃った条件を崩してやれば解消される。また共振部分のみ抑制・除去する装置を付ける方法もある。解消を試みる具体的な方法としては主として下記が挙げられる。
- ミキサーまたはアンプからの出力を下げる
- マイクとスピーカーの距離を遠ざける
- マイクとスピーカーの相対角度を変える
- イコライザーで発振する周波数を減衰させる[2]
- リミッターを用いてハウリングが起きない音量を維持する。リミッターにはその他の過大入力によるスピーカーの破損から守る役割もある
- ディレイを用いて 2 - 3 ミリ秒程度出力を遅らせる。これは擬似的にマイクとスピーカーの距離を遠ざける効果がある
- ハウリング除去機能のあるデジタルプロセッサを使う[1]（ハウリングの検知と上記の機能を自動で行う）。

ボーカルやスピーチで単一指向性マイクロホンを用いる場合は、マイクロフォン#その他取り扱いに関する注意にあるように、ウィンドスクリーンの後部まで塞いでしまわないようにすることも大事である。

## その他のハウリング
- レコード再生において、再生音の振動がスピーカから床や机などを経由してレコードプレーヤーに伝わり、カートリッジにまでその振動が及んだ場合、マイクと同様に正帰還が発生することがある。
- エレクトリックギターやエレクトリックベースにおいて、アンプの出力（演奏音）がボディや弦と共振し、ピックアップから検出されると正帰還が起きる。これを利用して意図的にハウリングを起こさせるフィードバック奏法がある。このフィードバックで得られる音の周波数（音程）が高くなり過ぎると耳障りな音になるので、ハウリングと読んで区別する。また、弦が振動しなくともピックアップ内のコイルが振動すると、ハウリングを起こし易い。この対策として、コイルを蝋に漬けて固める手段がある。高価なピックアップではよく行われている方法だが、音色も変わるのであえて蝋漬けしていない商品もある。
- 建築音響において、スピーカ等の発声と部屋の固有振動数が共振することをハウリングまたは「音が回る」と表現することがある。
- テレビあるいはラジオの生放送に於いて、スタジオから視聴者（聴取者）に電話を架けるとする。視聴者がその放送の音声を聞ける状況にある場合、受話器がその音声を拾ってスタジオに返すと、正帰還が発生したり、エコーがかかっているように聞こえたり、あるいはSFの効果音のような音が発生することがある。このようなとき、しばしば司会者が「テレビ（ラジオ）の前から離れてください」「音量を下げてください」と指示するのは、正帰還のルートを断つためである（逆電参照）。

## その他
- 映画『ポリスアカデミー４』には、メガホンのハウリングの物真似を使ったギャグが登場する。